# Annie Chapman
Annie Chapman, född Eliza Ann Smith 25 september 1840 i London, död 8 september 1888 i Hanbury Street i Spitalfields, var en engelsk prostituerad. Hon är känd som det andra av de fem mordoffer som tillskrivs Jack Uppskäraren.

## Biografi

### Bakgrund
Annie Chapman föddes som Eliza Ann Smith, dotter till George Smith och Ruth Chapman. Hon gifte sig den 1 maj 1869 med kusken John Chapman. Paret fick tre barn. År 1881 flyttade familjen till Windsor i Berkshire, där John Chapman fick arbete som kusk. 
Paret separerade av oklara skäl 1884. Båda makarna missbrukade alkohol; Annie Chapman hade vid flera tillfällen arresterats för berusning och John avled av alkoholrelaterade skador bara två år senare. Efter separationen försörjde sig Annie Chapman på det underhåll maken sände henne. Efter makens död 1886 fick hon inte längre något underhåll och hon försörjde sig därefter på virkning, blomförsäljning och prostitution. 
Vid tiden för sin död levde Chapman i ett inkvarteringhus på 35 Dorset Street i Spitalfields. Hon hade sedan en tid ett förhållande med byggarbetaren Edward Stanley, som ibland betalade hennes hyra på villkor att husvärden inte släppte in henne i sällskap med någon kund.       

### Död

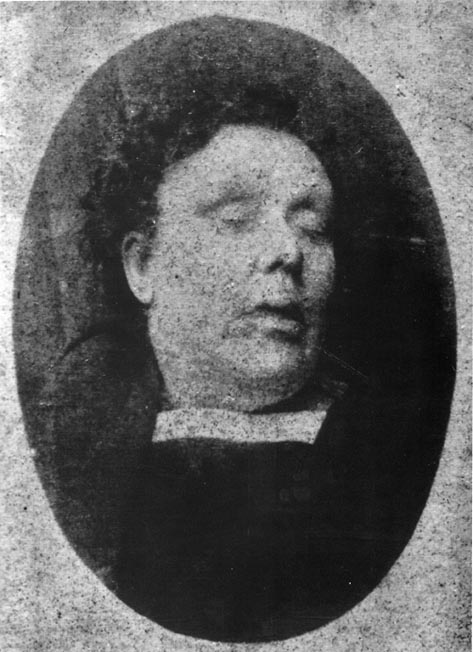
Fotografi på Annie Chapman från bårhuset.

Klockan 01.45, natten till den 8 september 1888, lämnade Chapman sin inkvartering för att tjäna ihop till nattens sängplats. Klockan 05.30 sågs hon av ett vittne, då hon talade med en man på 29 Hanbury Street. Vid ungefär samma tidpunkt hörde ett annat vittne på nummer 27 röster i närheten; en kvinnoröst som ropade "Nej!" och något som föll.   
Annie Chapmans kropp påträffades runt klockan 06.00, på en bakgård vi 29 Hanbury Street. Hon hade fått halsen avskuren. Hennes buk hade öppnats, och hennes inälvor hade dragits ut och placerats på hennes axlar. En del av livmodern saknades. På grund av det svullna ansiktet och den utpekande tungan, drogs slutsatsen att hon hade kvävts innan halsen skurits av. Bedömningen var att mordet hade utförts av någon med kunskaper inom kirurgi.